# Capaci
Capaci er en italiensk by (og kommune) i regionen Sicilien i Italien, med omkring 11.339(2023) indbyggere.  